# 쫄병 군단
《쫄병 군단》은 1990년에 개봉된 대한민국의 영화이다.

## 줄거리
소림사의 전통무술을 연마하고 있는 동자들이 사부 몰래 외출을 했다가, 그곳에서 우연히 마주치게 된 약장수 패거리들하고 한바탕 싸움이 벌어지지만, 사부의 도술로 되돌아오게 된다. 
그런데 엉뚱하게도 장비만 현대로 떨어지는 바람에 아람이란 소년하고 그의 친구들과 함께 막역지우가 된다. 
소년 경찰대의 발대식을 가진 이들은 길거리 야바위꾼들을 쫓아내려하자, 야바위꾼들은 아람이의 동생 이슬이를 유괴하여 자취를 감춘다. 
한편 소림사에서는 현대에 살고 있는 장비를 데려오기 위해 소녀 강시를 찾아 나선다. 
똘똘이와 소년경찰대는 번뜩이는 재치로 유괴범의 근거지를 알아낸다. 
이슬이의 구출 작전을 펴던 중 이들은 절체절명의 위기에 놓이지만 소녀 강시의 도움으로 유괴범들을 일망타진하고 장비는 친구들하고 재회한다.

## 제작진
- 각본 : 강구연

| - 제작부장 : 임동문, 임동준 - 제작 : 정륭사 - 기획 : 김일수 - 음악 : 오준영 - 편집 : 현동준 - 녹음 : 손인호 - 효과 : 이재희 - 분장 : 장인환 - 소품 : 우종원 - 녹음 : 손인호 - 효과 : 이재희 - 분장 : 장인환 - 무술지도 : 유창국 - 조감독 : 나효범 - 제작부장 : 임동문 - 연출보 : 윤정호, 김천광, 임상범 | - 촬영부 : 정재승, 이철효 - 촬영 : 이성섭 - 조명 : 장기종 - 조명부 : '김계중, 신준하, 정성철, 박효훈 - 스틸 : 양기주 |

## 출연자
- 심형래
- 장용
- 이문수
- 이철구
- 장기철
- 정태우
- 임수택
- 박미향
- 황상이
- 조우진
- 유창국
- 김호승
- 곽성호
- 한용희
- 유현주
- 박세범
- 홍성찬
- 김태종
- 정사용
- 송록철
- 진희명